# Birgsau

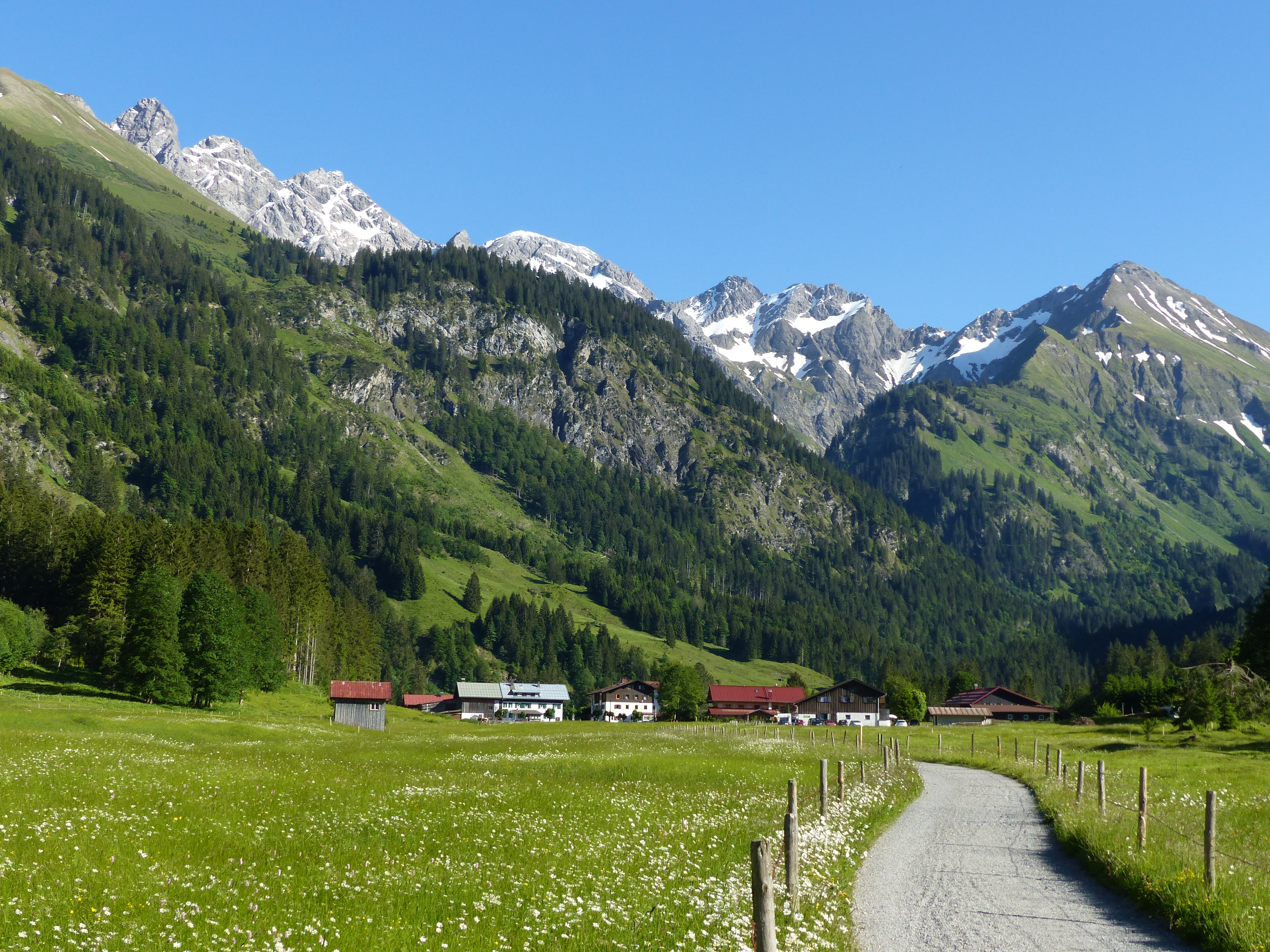
Birgsau mit Trettachspitze, Mädelegabel und Linkerskopf

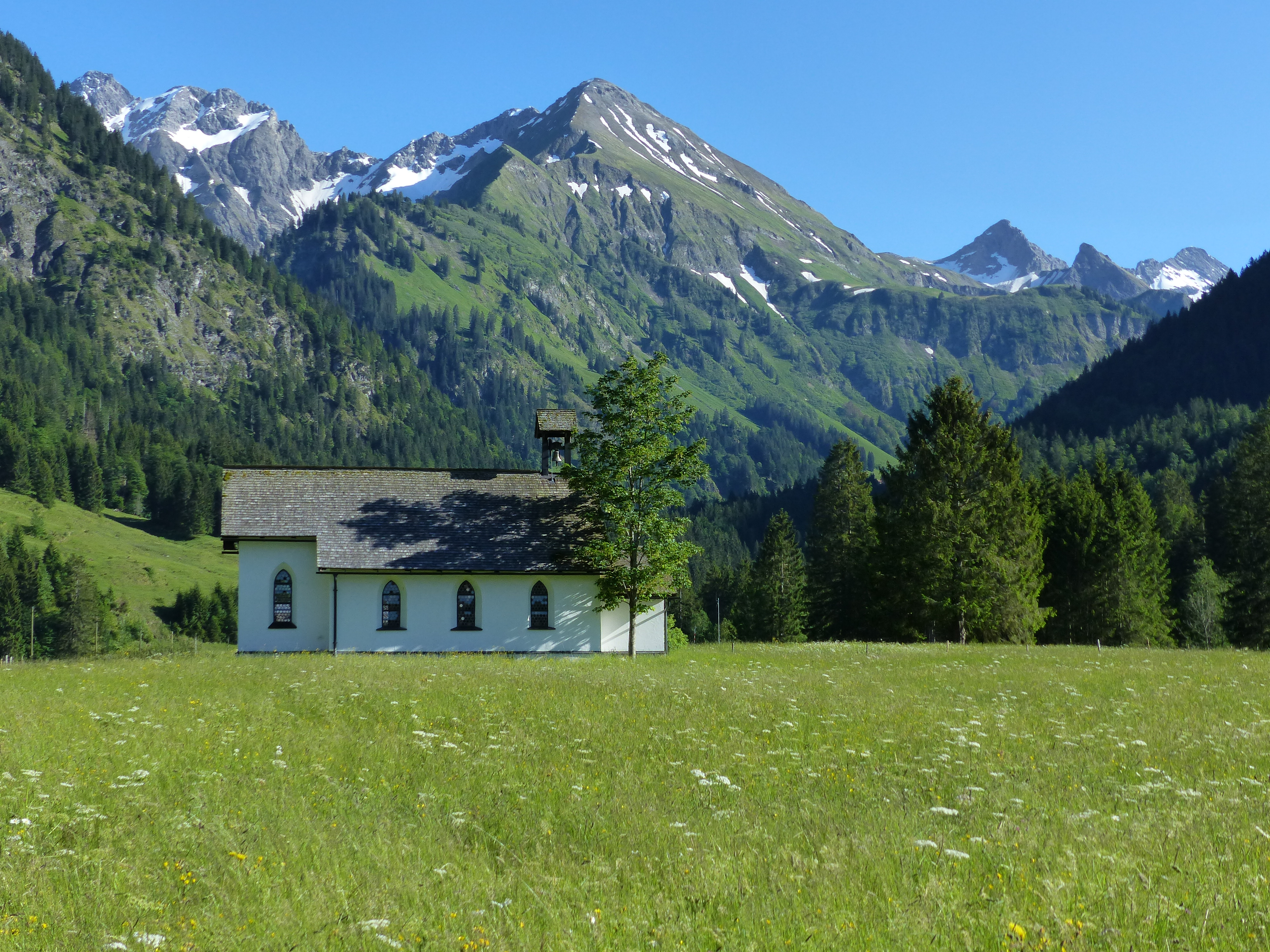
Kapelle St. Wendelin mit Linkerskopf

Birgsau ist ein Gemeindeteil des Marktes Oberstdorf im Landkreis Oberallgäu (Schwaben, Bayern). Der Weiler hat circa zehn Häuser und eine Kapelle, in der der heilige Wendelinus verehrt wird. Er liegt im hinteren Stillachtal, östlich des Bachs, auf 956 m ü. NHN Höhe. Die Entfernung nach Oberstdorf beträgt circa 9 km.

## Klima
Im Jahr 2008 war, wie der Wetterdienst Meteomedia mitteilte, Birgsau dunkelster Ort in Deutschland. Im Ranking der Sonnenstunden zum sonnenreichsten Ort in Deutschland landete der Weiler auf dem letzten Platz mit 955 Sonnenstunden. Zum Vergleich: Hiddensee-Dornbusch, Platz 1, mit 2168 Sonnenstunden. Jörg Kachelmann begründete dies mit der Lage der Meteomediaeigenen Wetterstation im Tal (47° 19′ 48″ N, 10° 16′ 12″ O; 953 m ü. NN), wo der Bergschatten besonders im Winterhalbjahr viel Sonne wegnimmt.

## Geschichte
1619 wurde der Ort erstmals erwähnt, 1769 wohnten zwei Familien in Birgsau, 1848 wurden fünf Wohnhäuser gezählt.
Vom Juli 1943 bis April 1945 mussten hier 30 KZ-Häftlinge im Außenkommando Oberstdorf-Birgsau des Konzentrationslagers Dachau für den Betrieb des Ausbildungszentrums der Waffen-SS arbeiten. Ein Bildstock am Weg etwa auf Höhe der Kapelle St. Wendelin erinnert an den Revierjäger Ludwig Käufler, der kurz vor Kriegsende im Alter von 38 Jahren von der Waffen-SS  erschossen wurde.

## Anfahrt
Der Weiler Birgsau ist zu Fuß oder mit dem Bus erreichbar. Ab der Fellhornbahn bei Faistenoy ist die Fahrstraße für PKW gesperrt.

## Baudenkmäler
Siehe: Liste der Baudenkmäler in Birgsau